# Ağaçköy, Kütahya
Ağaçköy là một xã thuộc thành phố Kütahya, tỉnh Kütahya, Thổ Nhĩ Kỳ. Dân số thời điểm năm 2008 là 182 người.